# Abdul Kader Kardaghli
Abdul Kader Kardaghli (àrab: عبد القادر كردغلي)  (Latakia, 1 de gener de 1961) és un exfutbolista sirià de la dècada de 1980. El seu germà Ahmad, també fou futbolista.
Fou internacional amb la selecció de futbol de Síria.
Pel que fa a clubs, destacà a Tishreen SC, Al-Jaish SC i Jableh SC.